# Sant Bartomeu del Grau
Sant Bartomeu del Grau är en kommun i Spanien.   Den ligger i provinsen Província de Barcelona och regionen Katalonien, i den östra delen av landet, 500 km öster om huvudstaden Madrid. Antalet invånare är 908. Arean är 34 kvadratkilometer. Sant Bartomeu del Grau gränsar till Sobremunt, Santa Cecília de Voltregà, Gurb, Vic, Santa Eulàlia de Riuprimer, Santa Maria d'Oló, Muntanyola, Oristà och Olost. 
Terrängen i Sant Bartomeu del Grau är lite kuperad.